# Блусон-Серьян
Блусо́н-Серья́н (фр. Blousson-Sérian) — коммуна во Франции, находится в регионе Юг — Пиренеи. Департамент — Жер. Входит в состав кантона Марсьяк. Округ коммуны — Миранд.
Код INSEE коммуны — 32058.

## География

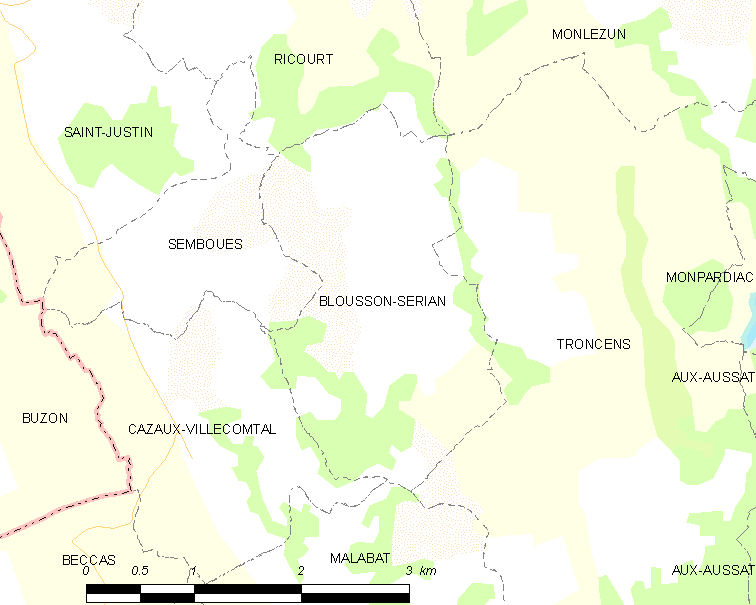
Карта коммуны

Коммуна расположена приблизительно в 630 км к югу от Парижа, в 105 км западнее Тулузы, в 38 км к юго-западу от Оша.
На северо-востоке коммуны протекает река Лаюс.

## Климат
Климат умеренно-океанический. Лето жаркое и немного дождливое, температура часто превышает 35 °С. Зимой часто бывает отрицательная температура и ночные заморозки. Годовое количество осадков — 700—900 мм.

## Население
Население коммуны на 2010 год составляло 55 человек.
| 1962 | 1968 | 1975 | 1982 | 1990 | 1999 | 2010 |
| ---- | ---- | ---- | ---- | ---- | ---- | ---- |
| 94   | 70   | 63   | 58   | 59   | 50   | 55   |

## Администрация
| Период | Период | Фамилия       | Партия       | Примечания |
| ------ | ------ | ------------- | ------------ | ---------- |
| 2001   | 2020   | Кристиан Люро | Разные левые |            |

## Экономика
В 2010 году среди 38 человек трудоспособного возраста (15-64 лет) 28 были экономически активными, 10 — неактивными (показатель активности — 73,7 %, в 1999 году было 68,0 %). Из 28 активных жителей работали 27 человек (14 мужчин и 13 женщин), безработной была 1 женщина. Среди 10 неактивных 3 человека были учениками или студентами, 6 — пенсионерами, 1 был неактивным по другим причинам.